# Friedrich Geißler (Rechtswissenschaftler)
Friedrich Geißler, auch: Geisler, Geissler, (* 25. Oktober 1636 in Reußendorf bei Waldenburg/Niederschlesien; † 21. April 1679 in Leipzig) war ein deutscher Rechtswissenschaftler.

## Leben
Geißler hatte das Elisabethgymnasium in Breslau besucht und 1659 ein Studium an der Universität Leipzig begonnen. Dort erwarb er 1660 den Baccalaureus und 1661 den akademischen Grad eines Magisters der Philosophie. Er absolvierte in der Folge ein juristisches Studium, war 1665 Baccalaureus und Lizentiat der Rechte geworden. Im selben Jahr wurde er als Kollegiat am großen Fürstenkollegium aufgenommen. 1667 wurde er zum Doktor der Rechte promoviert.
Geißler wurde 1670 fünfter Professor der juristischen Fakultät mit dem Titel Publ. De Verbor. Signif. et Regul juris und 1675 Professor der Instituten. Zudem hatte sich Geißler auch an den organisatorischen Aufgaben der Leipziger Hochschule beteiligt und war im Wintersemester 1674 Rektor der Alma Mater.
Am 25. April 1679 wurde er in der Leipziger Paulinerkirche beigesetzt.

## Werke (Auswahl)
- Disputatio de nominum mutatione Et Anonymis Scriptoribus. Leipzig 1679.
- Recensus Axiomatum Philosophico-Iuridicorum. Leipzig 1678.
- Dissertatio Iuridica De Defensione Rei In Criminalibus. Leipzig 1678.

## Weblink
- Druckschriften von und über Friedrich Geißler im VD 17.

| Personendaten    | Personendaten                           |
| ---------------- | --------------------------------------- |
| NAME             | Geißler, Friedrich                      |
| ALTERNATIVNAMEN  | Geisler, Friedrich; Geissler, Friedrich |
| KURZBESCHREIBUNG | deutscher Rechtswissenschaftler         |
| GEBURTSDATUM     | 25. Oktober 1636                        |
| GEBURTSORT       | Reußendorf                              |
| STERBEDATUM      | 21. April 1679                          |
| STERBEORT        | Leipzig                                 |